# Powiat sieradzki

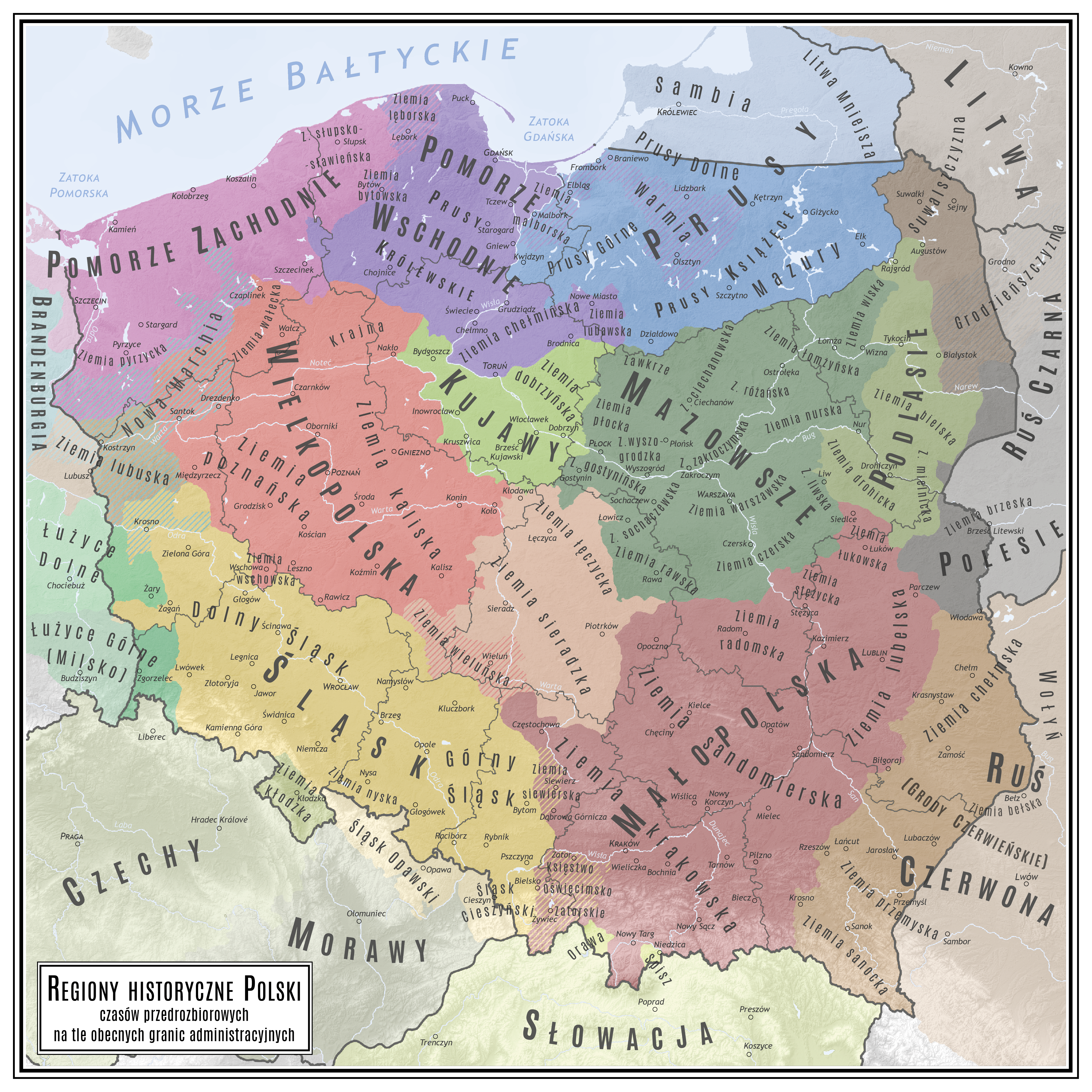
Sieradz, ziemia sieradzka i inne krainy historyczne Polski na tle współczesnych granic administracyjnych

Powiat sieradzki – powiat w Polsce (w zachodniej części województwa łódzkiego), utworzony w 1999 roku w ramach reformy administracyjnej. Jego siedzibą jest miasto Sieradz.
Według danych z 31 grudnia 2019 roku powiat zamieszkiwało 117 647 osób. Natomiast według danych z 30 czerwca 2020 roku powiat zamieszkiwało 117 370 osób.

## Geografia

### Położenie i obszar
Powiat sieradzki ma obszar 1491,04 km², co stanowi 8,18% powierzchni województwa.
Powiat sieradzki graniczy z pięcioma powiatami województwa łódzkiego: poddębickim, zduńskowolskim, łaskim, wieluńskim i wieruszowskim oraz z trzema powiatami województwa wielkopolskiego: ostrzeszowskim, kaliskim i tureckim.

### Podział administracyjny
W skład powiatu wchodzą:
- gminy miejskie: Sieradz
- gminy miejsko-wiejskie: Błaszki, Warta, Złoczew
- gminy wiejskie: Brąszewice, Brzeźnio, Burzenin, Goszczanów, Klonowa, Sieradz, Wróblew
- miasta: Błaszki, Sieradz, Warta, Złoczew

### Surowce
Na terenie powiatu sieradzkiego znajduje się część złoża węgla brunatnego o zasobności ok. 490 mln ton. Złoże nosi nazwę „Złoczew” i zlokalizowane jest 30 km na południe od Sieradza, na terenie gmin: Ostrówek, Złoczew i Burzenin (na pograniczu powiatów wieluńskiego i sieradzkiego). Eksploatację złoża wstępnie planuje się na lata 2025–2045. Wydobyty węgiel będzie transportowany do elektrowni Bełchatów. Transport do elektrowni będzie prawdopodobnie odbywał się za pomocą przenośników taśmowych.

## Historia
Powiat sieradzki jest częścią starej piastowskiej prowincji, nazywanej w średniowieczu najpierw kasztelanią, a potem Ziemią Sieradzką.
W czasach I Rzeczypospolitej pow. sieradzki od poł. XIV w. do 1793 r. należał do województwa sieradzkiego, a po II rozbiorze Polski został włączony do zaboru pruskiego. Po utworzeniu Królestwa Polskiego był częścią składową guberni kaliskiej, w latach 1845–1867 należał do guberni warszawskiej, potem znowu do kaliskiej – aż do 1914 r. W okresie międzywojennym powiat został włączony do nowo utworzonego woj. łódzkiego. W czasach okupacji niemieckiej w niezmienionych granicach został włączony do rejencji kaliskiej w tzw. Kraju Warty. Po II wojnie światowej jego powierzchnia wynosiła 1422 km², a zamieszkiwało w nim 130 tys. ludności. W 1955 r. jego północną część włączono do nowego pow. poddębickiego, zatem liczba ludności zmniejszyła się do 120 tys., a powierzchnia do 1316 km². W latach 1975–1998 powiat nie istniał  wtedy w miejsce powiatów utworzono w Polsce tzw. rejony.

Ziemia sieradzka spełniała ważną rolę w dziejach politycznych, jako miejsce synodów i zjazdów ogólnokrajowych. Położenie na skrzyżowaniu ważnych szlaków komunikacyjnych z Wielkopolski do Małopolski i z Mazowsza na Dolny Śląsk nadało tej ziemi rangę szczególną,  pełniła  rolę pomostu i pogranicza między tymi historycznymi dzielnicami.

## Demografia
Ludność powiatu sieradzkiego 31.12.2006 r. (dane Urzędu Statystycznego w Łodzi) liczyła 120,8 tys. osób, co stanowiło 4,7% ogólnej liczby mieszkańców województwa łódzkiego (trzecia lokata w regionie pod względem liczebności po Łodzi i powiecie zgierskim) i 0,31% mieszkańców kraju.
Ludność powiatu zmniejsza się  w miastach, jak i na obszarach wiejskich. Tylko w gm. Sieradz i gm. Brzeźnio odnotowano wzrost liczby mieszkańców. W poniższej tabeli przedstawiono stan ludności w latach 2003–2006 według podziału na miasta i gminy (obszary wiejskie).

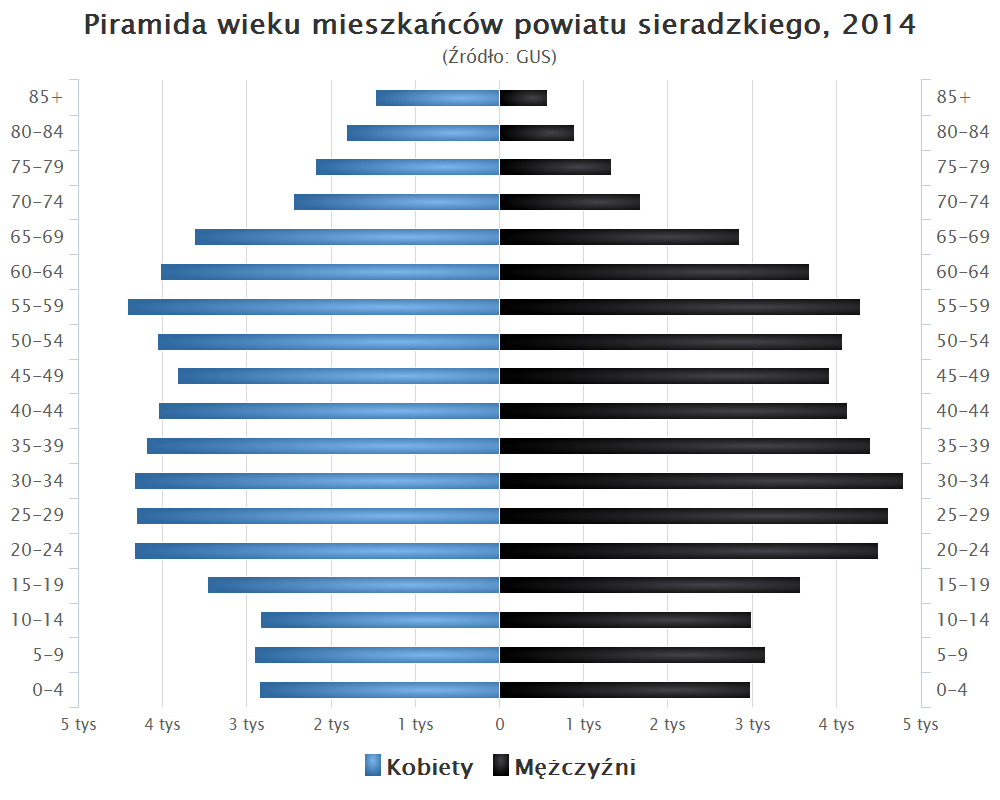
Piramida wieku mieszkańców powiatu sieradzkiego w 2014 roku

## Starostowie
- Józef Jellinek (1927–1930)[9][10]
- Kazimierz Kościelny (od 1999 do 2006)
- Dariusz Olejnik (od 28 listopada 2006 do 17 lutego 2016[11])
- Mariusz Bądzior (od 8 marca 2016[12])